# Sori Mané
Sori Mané, né le 3 avril 1996 à Bissau, est un footballeur international bissaoguinéen qui évolue au poste de défenseur central au club portugais de Moreirense, en deuxième division.

## Carrière

### En club
Né à Bissau, Mané termine sa formation avec le club italien de la  Sampdoria.
En 2015, Mané est prêté au club de deuxième division portugaise, le SC Olhanense. Le 31 janvier 2016, Mané fait ses débuts professionnels lors d'un match de championnat face à l'AC de Portugal, il marque son premier but avec Olhanense lors d'un match de championnat face à Leixões le 8 mai 2016, (victoire 2-0).
Mané poursuit sa carrière en deuxième division avec Olhanense jusqu'en 2017, et le CD da Cova da Piedade jusqu'en 2019.
Le 11 juillet 2019, Mané signe un contrat de quatre ans avec le club de l'élite portugaise, le Moreirense FC. Il fait ses débuts le 11 août 2019 avec Moreirense face à Braga, (défaite 1-3).
Avant le début de la saison 2020-2021, Mané subit une déchirure du ligament croisé au genou gauche lors d'un entraînement avec Moreirense, ce qui force l'international bissaoguinéen à être éloigné des terrains pour neuf mois. Il fait son grand retour lors d'un match de championnat face à Portimonense le 10 mai 2021, (victoire 2-1).

### En équipe nationale
Le 25 mars 2017, Mané fait ses débuts avec le Guinée-Bissau lors d'un match amical face à l'Afrique du Sud, (défaite 1-3),. Mané fait partie des vingt-trois joueurs retenus pour disputer la Coupe d'Afrique des nations 2019. En décembre 2023, il est retenu dans la liste des vingt-cinq joueurs bissao-guinéens sélectionnés par Baciro Candé pour disputer la Coupe d'Afrique des nations 2023.